# Billet de 1 000 pesos colombiens
Le billet de 1 000 pesos colombiens (1 000 $) est un des billets de banque en circulation en Colombie. La dernière version mesure 130 sur 65 millimètres et est de couleur orangée. L'homme politique Jorge Eliécer Gaitán y est représenté sur le recto et le verso.
Il possède de nombreuses caractéristiques de sécurité telles qu'un filigrane, de l'encre ultra-violette, une bande holographique et des micro-impressions, qui certifient de son authenticité.

## Histoire
Jusqu'en 1870, il n'existe pas de banque en Colombie, l'Église et les principaux commerçants dominant alors le marché du crédit. Des monnaies en or, argent, nickel et cuivre circulent mais aucun billet n'est encore émis par le système monétaire encore peu développé de ce pays. La Banque de Bogotá (Banco de Bogotá) est la première banque privée à être fondée en 1870 en Colombie. À partir de 1871, en vertu de la loi 35 de 1865, des billets émis jusqu'en 1886 par trente-six banques privées commencent à coexister avec la monnaie métallique et sont rachetables par cette dernière. En 1886, le président de la Colombie, Rafael Núñez, établit le cours forcé du billet de la Banque Nationale (Banco Nacional) fondée en 1880, mettant fin à l'émission de papier-monnaie par les banques privées sur le long terme. Le décret no 260 de 1885 suspend la convertibilité des billets en monnaie métallique. La loi no 87 de 1886 prescrit le caractère de monnaie légale de la République au billet de la Banque Nationale qui devient obligatoire pour le paiement des revenus et contributions publiques, tout comme dans les transactions entre particuliers. Par ailleurs, il est dorénavant interdit de stipuler tout autre espèce monétaire dans les contrats.
À la suite de sa création en 1923, la Banque de la République (Banco de la Republica) est instituée comme étant la banque des banques et la seule à pouvoir émettre de la monnaie. Ainsi, entre 1923 et 1931, des coupures de 1, 2, 5, 10, 20, 50, 100 et 500 pesos entrent en circulation. Ces billets sont échangeables en or et en dollars. Après la crise mondiale des années 1930, ils cessent d'être convertibles en or et circulent en tant que moyen légal de paiement jusqu'au milieu des années 1970 où ils sont remplacés par des pièces de monnaie en cuivre et en nickel de valeur équivalente. Ces pièces sont fabriquées jusqu'en 1991 par le Trésor Général de la Nation et non par la Banque de la République. À compter de 1991, cette dernière émet la monnaie métallique, mettant un terme à la dichotomie dans l'émission monétaire en Colombie.

## Versions antérieures

### Version de 1979
Édité le 1er avril 1979, il rend hommage à José Antonio Galán.

### Version de 1982
Éditée pour la première fois le 1er janvier 1982, cette version rend hommage à Simón Bolívar. Entre 1982 et 2002 qui verra arriver un nouveau design pour cette coupure, il y a eu quinze éditions pour cette série de billets de 1 000 pesos colombiens, mesurant 140 sur 70 millimètres et de couleur prédominante bleue. Toutefois, les caractéristiques générales et les dispositifs de sécurité ont été conservés. Jusqu'en 1987, ils sont fabriqués en Angleterre par Thomas De La Rue and Company Limited. Par la suite, ils sont directement fabriqués en Colombie.
| Éditions          | Mises en circulation | Modifications par rapport à l'édition antérieure (autres que la date d'édition) |
| ----------------- | -------------------- | --- |
| 1er janvier 1982  | 25 novembre 1982     | Le tirage initial porte la signature des docteurs Rafael Gama Quijano et Francisco J. Ortega, respectivement directeur et secrétaire de la Banque de la République de Colombie. |
| 7 août 1984       | 8 mars 1985          | Cette édition est dorénavant signée par les docteurs Hugo Palacios Mejía et Roberto Salazar Manrique, respectivement directeur et procureur général, gouverneur adjoint de la Banque de la République de Colombie. |
| 1er janvier 1986  | 29 mai 1987          | Cette édition est également co-signée par les docteurs Francisco J. Ortega et Roberto Salazar Manrique, respectivement directeur et procureur général, gouverneur adjoint de la Banque de la République de Colombie. |
| 1er janvier 1987  | 12 décembre 1988     | |
| 1er janvier 1987  | 6 décembre 1989      | Alors que le 1er janvier 1987, une première édition est imprimée par Thomas De La Rue and Company Limited, cette autre édition est fabriquée en Colombie, avec comme inscription sur la partie inférieure du verso du billet : « Imprenta de billetes - Bogotá ». |
| 1er janvier 1990  | 10 septembre 1990    | Cette édition est dorénavant signée par les docteurs Francisco J. Ortega et Luis Carlos León Cuervo, respectivement directeur et secrétaire de la Banque de la République de Colombie. |
| 1er janvier 1991  | 9 octobre 1991       | |
| 31 janvier 1992   | 4 mars 1992          | Cette édition est dorénavant signée par les docteurs Francisco J. Ortega et Antonio Cerón del Hierro, respectivement directeur et secrétaire de la Banque de la République de Colombie. Sur le verso, on peut lire : « Imprenta de billetes - Santa Fe de Bogotá ». |
| 1er avril 1992    | 5 mars 1993          | |
| 4 janvier 1993    | 11 janvier 1994      | |
| 3 janvier 1994    | 3 août 1994          | En application de l'article 6o. de la loi 31 du 29 décembre 1992, la monnaie colombienne devient le peso. Les inscriptions « ORO » disparaissent donc du billet. Cette édition est dorénavant signée par les docteurs Miguel Urrutia Montoya et Fernando Copete Saldarriaga, respectivement directeur général et directeur exécutif de la Banque de la République de Colombie. |
| 1er novembre 1994 | 24 juin 1995         | |
| 1er juillet 1995  | 4 mars 1996          | |
| 2 août 1995       | 6 juin 1996          | |
| 2 octobre 1995    | 1er novembre 1996    | |

## Production et stockage
Entre 1960 et 2010, sur 19 839,90 millions de billets produits par la Banque de la République de Colombie, 2 857,80 millions sont des billets de 1 000 pesos colombiens.
| 1988 | 1989 | 1990  | 1991  | 1992   | 1993   |
| ---- | ---- | ----- | ----- | ------ | ------ |
| 50   | -    | 90,50 | 52,90 | 140,90 | 130,90 |

| 1994   | 1995 | 1996  | 1997 | 1998 | 1999 |
| ------ | ---- | ----- | ---- | ---- | ---- |
| 121,70 | 291  | 19,10 | -    | -    | -    |

| 2000 | 2001 | 2002 | 2003 | 2004   | 2005   |
| ---- | ---- | ---- | ---- | ------ | ------ |
| -    | -    | 195  | 115  | 180,30 | 216,70 |

| 2006   | 2007   | 2008   | 2009   | 2010   | - |
| ------ | ------ | ------ | ------ | ------ | - |
| 253,90 | 263,60 | 280,40 | 209,20 | 246,70 |   |

## Émission et circulation
Depuis 1987, la Banque de la République utilise le système métrique décimal comme modèle d'émission pour sa monnaie. Développé par L.C. Payne et H.M. Morgan en Angleterre, il a été adapté à la Colombie. Son objectif premier est d'anticiper la production de billets afin de maintenir les stocks d'argent nécessaires pour satisfaire à la demande de l'économie et de disposer de réserves de sécurité pour couvrir les éventuelles défaillances de l'offre. Afin d'avoir les plus faibles coûts possibles, cet établissement bancaire doit également projeter les dates où il est nécessaire d'introduire de nouvelles dénominations sur les billets ou de les remplacer par de la monnaie métallique.
La Banque de la République estime, qu'à la fin du mois de mai 2012, 311,1 millions de billets de 1 000 pesos colombiens sont en circulation en Colombie, soit environ 311 100 000 000 pesos colombiens en coupures de 1 000.

## Contrefaçon
Le directeur de la Banque de la République de Colombie, José Darío Uribe, lance la campagne Billetes y monedas: valor y arte (Billets et pièces : valeur et art) en 2010 afin que les citoyens puissent repérer les contrefaçons. Grâce à une série d'ateliers, les caissiers, les commerçants, les chauffeurs du service public et, de façon générale, toutes les personnes pouvant être exposées à la réception de la fausse monnaie sont ainsi formés pour reconnaître les faux-billets. À l'issue de cette formation, ils reçoivent comme certificat une décalcomanie à afficher dans leur boutique et sur leurs caisses enregistreuses afin de faire fuir les éventuels trafiquants de fausse monnaie. Selon José Darío Uribe, « les différentes campagnes éducatives que la Banque de la République a réalisées ont permis réduire le nombre de falsifications de billets en Colombie ». La Banque de la République recommande de reconnaître les faux-billets par la méthode simple de "Toucher, regarder et incliner" (Tocar, mirar y girar).